# لانگه
لانگه (به فرانسوی: Langé) یک کمون در فرانسه است که در اندر واقع شده‌است. لانگه ۲۰٫۶۳ کیلومتر مربع مساحت و ۲۹۹ نفر جمعیت دارد و ۱۱۰ متر بالاتر از سطح دریا واقع شده‌است.